# 가미히라촌
가미히라촌(上平村)은 사이타마현 기타아다치군에 있던 촌이다. 현재의 아게오시 북동부에 해당한다.

## 역사
- 1889년 4월 1일 - 정촌제 시행에 수반해 기타아다치군 가미히라촌이 성립하였다.
- 1893년 - 촌사무소를 니시몬젠 579번지(현재 JA사이타마 가미히라 지점 위치)로 신축 이전.
- 1934년 5월 24일 - 촌의 관리 문제로 촉발된 촌사무소에서 마을 주민 등 260여 명이 폭동 사건이 발생, 표적이 된 조역(전치 4주의 중상) 외에 마을 주민 3명과 코노스 경찰서 경찰관이 부상을 입었다. 또한 마을회관이 일부 파손됨(가미히라촌 사건).
- 1955년 1월 1일 - 아게오정, 히라카타 정, 하라이치 정, 오이시 촌, 가미히라 촌, 오야 촌과 합병해, 새로운 아게오정이 성립해, 동일 가미히라촌은 폐지되었다.

## 참고문헌
- 上尾市教育委員会・編『上尾市史 第五巻 資料編5、近代・現代2』上尾市、1998年3月31日。
- 上尾市教育委員会・編『上尾市史 第八巻 別編1、地誌』上尾市、1997年3月31日。
- 「角川日本地名大辞典」編纂委員会『角川日本地名大辞典 11 埼玉県』角川書店、1980年7月8日。ISBN 4040011104。
- 上尾百年史編集委員会・編『上尾百年史』上尾市役所、1972年2月10日。
- 新編武蔵風土記稿
- 『新編武蔵風土記稿』 巻ノ135足立郡ノ1、内務省地理局、1884年6月。NDLJP:763997。
  - 「上平塚村」『新編武蔵風土記稿』 巻ノ146足立郡ノ12、内務省地理局、1884年6月。NDLJP:763999/35。
  - 「上村」『新編武蔵風土記稿』 巻ノ147足立郡ノ13、内務省地理局、1884年6月。NDLJP:763999/53。
  - 「南村」『新編武蔵風土記稿』 巻ノ147足立郡ノ13、内務省地理局、1884年6月。NDLJP:763999/55。